# Taekwondo nos Jogos Olímpicos de Verão da Juventude de 2014 - -63 kg masculinos
As provas de Taekwondo -63 kg masculinos nos Jogos Olímpicos de Verão da Juventude de 2014 decorreram a 19 de Agosto no Centro Internacional de Exposições de Nanquim em Nanquim, China. Edival Pontes do Brasil foi campeão Olímpico, derrotando o mexicano Jose Ruben Rodriguez que foi Prata. O Bronze foi repartido entre o holandês Nabil  Ennadiri e o britânico Christian McNeish.

## Medalhistas
| Ouro   | BRA Edival Pontes                        |
| Prata  | MEX Jose Ruben Rodriguez                 |
| Bronze | NED Nabil Ennadiri GBR Christian McNeish |

## Resultados das finais
Nota: Os semi-finalistas derrotados ganham ambos o Bronze.
|  | Semifinal                | Semifinal         |   |  | Final                    | Final |  |
|  |                          |                   |   |  |                          |       |  |
|  |                          |                   |   |  |                          |       |  |
|  | MEX Jose Ruben Rodriguez | 11                |   |  |                          |       |  |
|  | NED Nabil Ennadiri       | 4                 |   |  |                          |       |  |
|  |                          |                   |   |  |                          |       |  |
|  |                          |                   |   |  |                          |       |  |
|  |                          |                   |   |  | MEX Jose Ruben Rodriguez | 6     |  |
|  |                          | BRA Edival Pontes | 7 |  |                          |       |  |
|  |                          |                   |   |  |                          |       |  |
|  |                          |                   |   |  |                          |       |  |
|  |                          |                   |   |  |                          |       |  |
|  |                          |                   |   |  |                          |       |  |
|  | BRA Edival Pontes        | 12                |   |  |                          |       |  |
|  | GBR Christian McNeish    | 6                 |   |  |                          |       |  |